# Juan Minujín
Juan Gervasio Minujín (Buenos Aires, 20 de mayo de 1975) es un actor y director de cine argentino. Comenzó su carrera en obras de teatro independiente y después de varios papeles secundarios en cine y televisión, se dio a conocer en la película de comedia Dos más dos (2012). Su carrera tomó impulso por su trabajo en las telenovelas de comedia Solamente vos (2013-2014) y Viudas e hijos del rock and roll (2014-2015). Aunque no fue hasta el 2016 cuando adquirió una gran visibilidad por su papel del expolicía preso «Pastor» en la serie dramática El marginal (2016-2022) de la TV Pública y Netflix.
Seguidamente, coprotagonizó la telenovela 100 días para enamorarse (2018) y apareció en la película biográfica Los dos papas (2019). Su trayectoria continuó en el cine comercial e independiente como protagonista de la cinta de suspenso La ira de Dios (2022), el drama El suplente (2022) y la comedia Matrimillas (2022). Luego, asumió el rol principal en la serie biográfica Coppola, el representante (2024) de Star+.

## Biografía
Juan Minujín inició su formación como actor con Cristina Banegas, Alberto Ure, Pompeyo Audivert, Julio Chávez y Guillermo Angelelli. En 1996, comenzó a trabajar en teatro. Entre 1997 y 1998, Minujín se trasladó a Londres, donde completó su formación artística.
A partir de la década de los 2000, se unió al grupo de actuación El Descueve, con el cual participó en giras de obras de teatro por América Latina y Europa.
Su salto a la popularidad fue gracias a su papel secundario en la telecomedia Solamente vos (2013-2014) de eltrece, en la que interpretó a Félix, la pareja de Aurora, el personaje central interpretado por Natalia Oreiro. Después, se unió a la telenovela Viudas e hijos del rock and roll (2014-2015) de Telefe, donde asumió el papel de Segundo Arostegui, un exitoso polista y padre de familia que toda su vida ocultó su homosexualidad. Poco después, Minujín fue elegido para protagonizar la serie de drama carcelario El marginal (2016-2022), en la cual personificó a «Pastor», un exagente de la policía que cae preso en una cárcel para cumplir una misión. Por este papel, Minujín adquirió una gran visibilidad internacional que le valió el elogio de la crítica y el reconocimiento del público. En 2017, apareció con un papel secundario en la película de drama histórico Zama dirigida por Lucrecia Martel.
Luego, Minujín coprotagonizó la telenovela de comedia dramática 100 días para enamorarse (2018) de Telefe, donde personificó al abogado Gastón Guevara. En 2019, compartió pantalla con Anthony Hopkins y Jonathan Pryce en la película biográfica dramática de Netflix, Los dos papas dirigida por Fernando Meirelles, en la cual Minujín interpretó a Jorge Mario Bergoglio, luego Papa Francisco durante su juventud. En 2022, Minujín protagonizó la película dramática independiente El suplente de Diego Lerman. Ese mismo año, coprotagonizó con Diego Peretti y Macarena Achaga la película de suspenso La ira de Dios estrenada en Netflix. En 2023, protagonizó el video musical de la canción «Obsesión» de Lali.

## Vida personal
Desde 2003, Minujín está en pareja con Laura de la Vega, con quien tuvo dos hijas llamadas Carmela y Amanda, siendo esta última también actriz. Es sobrino de la artista plástica Marta Minujín. Por el lado de su padre, es de origen judío y español mientras que su madre es de origen druso-libanés.

## Filmografía

### Cine
| Año  | Título                                       | Papel                         | Notas                               |
| ---- | -------------------------------------------- | ----------------------------- | ----------------------------------- |
| 1994 | Fuego gris                                   |                               |                                     |
| 1995 | Comix, cuentos de amor, de video y de muerte |                               |                                     |
| 1996 | Ayer fui al cine con Marta y no entendí nada |                               | Cortometraje                        |
| 1997 | Quereme así (Piantao)                        |                               |                                     |
| 2001 | Cero calorías                                |                               | Cortometraje                        |
| 2004 | El abrazo partido                            | Mozo en el bar                |                                     |
| 2004 | La misión                                    | Juan Soria                    | Mediometraje                        |
| 2005 | Un año sin amor                              | Pablo Pérez                   |                                     |
| 2005 | Stephanie                                    | Jugador 3                     |                                     |
| 2006 | Sofacama                                     | Denis                         |                                     |
| 2006 | Ciudad en celo                               | Sebastián                     |                                     |
| 2006 | In the Eye Abides the Heart                  | Hombre                        | Cortometraje                        |
| 2007 | Guacho                                       | Joven Minujín                 | Cortometraje                        |
| 2008 | Cordero de Dios                              | Paco                          |                                     |
| 2008 | Historias extraordinarias                    | Narrador                      |                                     |
| 2008 | Fin del primer acto                          | Papá primerizo                | Cortometraje                        |
| 2009 | Toda la gente sola                           |                               |                                     |
| 2010 | Eva & Lola                                   | Lucas                         |                                     |
| 2010 | Vecinos                                      | Gastón                        |                                     |
| 2010 | Zenitram                                     | Rubén Martínez / Zenitram     |                                     |
| 2010 | El cielo elegido                             | Pablo                         |                                     |
| 2011 | Vaquero                                      | Julián Lamar                  |                                     |
| 2012 | La plegaria del vidente                      | Mauro Bramuglia               |                                     |
| 2012 | Dos más dos                                  | Richard                       |                                     |
| 2012 | Ni un hombre más                             | Ricky                         |                                     |
| 2014 | Pistas para volver a casa                    | Pascual                       |                                     |
| 2014 | Malvinas, 30 miradas                         |                               | Segmento: Teoría sobre las colonias |
| 2015 | Focus                                        | Marcello                      |                                     |
| 2016 | Exomologesis                                 | Asesor de imagen              |                                     |
| 2017 | Zama                                         | Ventura Prieto                |                                     |
| 2017 | Los que aman, odian                          | Atuel                         |                                     |
| 2018 | Recreo                                       | Mariano                       |                                     |
| 2018 | El amor menos pensado                        | Anselmo                       |                                     |
| 2018 | Bikes                                        | Speedy (voz)                  | Doblaje para Argentina              |
| 2019 | Los últimos románticos                       | El Perro                      |                                     |
| 2019 | Los dos papas                                | Jorge Mario Bergoglio (joven) |                                     |
| 2019 | Las buenas intenciones                       | Guillermo                     |                                     |
| 2021 | Bandido                                      | Miembro del teatro            | Cameo                               |
| 2022 | La ira de Dios                               | Esteban Rey                   |                                     |
| 2022 | El suplente                                  | Lucio                         |                                     |
| 2022 | Matrimillas                                  | Federico                      |                                     |
| 2023 | No voy a pedirle a nadie que me crea         | Facundo                       |                                     |
| 2024 | Transmitzvah                                 | Eduardo Singman               |                                     |
| 2024 | Adulto                                       | Raúl                          |                                     |
| 2024 | Without Blood                                | Salinas                       |                                     |

### Televisión
| Año              | Título                                   | Papel                                   | Notas                                         |
| ---------------- | ---------------------------------------- | --------------------------------------- | --------------------------------------------- |
| 1995             | Poliladron                               | Policía                                 |                                               |
| 2003             | Ardetroya                                | Richie                                  |                                               |
| 2003             | Son amores                               | Mauro                                   |                                               |
| 2003             | Femenino masculino                       |                                         |                                               |
| 2003             | Hospital público                         |                                         |                                               |
| 2005             | Teikirisi                                | Varios                                  |                                               |
| 2005             | Numeral 15                               | Juan                                    | Episodio: «La última llamada»                 |
| 2006             | Mujeres asesinas                         | Costurero                               | Episodio: «Ema, costurera»                    |
| 2006             | Mujeres asesinas                         | Luis                                    | Episodio: «Sandra, confundida»                |
| 2006             | Al límite                                | Jerry                                   |                                               |
| 2007             | 9mm, crímenes a la medida de la historia | Octavio                                 | Episodio: «El ministerio»                     |
| 2008             | Aquí no hay quien viva                   | Micky                                   | Episodio: «Un conejo mágico y una sucia rata» |
| 2009             | Epitafios                                | Mariano Lagos                           |                                               |
| 2009             | Tratame bien                             | Mauricio Ríos                           |                                               |
| 2009-2010        | Ciega a citas                            | Ángel Carrizo                           |                                               |
| 2011             | Los Únicos                               | Hassan Mavarek                          |                                               |
| 2012-2013        | Tiempos compulsivos                      | Ezequiel Lambert                        |                                               |
| 2013-2014        | Solamente vos                            | Félix Month                             |                                               |
| 2014-2015        | Viudas e hijos del rock and roll         | Segundo Arostegui                       |                                               |
| 2016, 2019, 2022 | El marginal                              | Miguel Palacios / Osvaldo «Pastor» Peña |                                               |
| 2016             | La última hora                           | Popey                                   | Episodio: «La adrenalina del anestesista»     |
| 2016, 2022       | Loco por vos                             | Pablo Wainsten                          |                                               |
| 2018             | 100 días para enamorarse                 | Gastón Guevara                          |                                               |
| 2020             | Los internacionales                      | Maximiliano                             |                                               |
| 2020             | Casi feliz                               | Tomás                                   | Episodio: «Bullying»                          |
| 2024-presente    | Coppola, el representante                | Guillermo Coppola                       |                                               |
| 2025             | Atrapados                                | Marcos Brown                            |                                               |
| 2025             | Menem                                    | Olegario Salas                          |                                               |
| 2025             | División Palermo                         | Martín «Milton» Gauna                   |                                               |
| 2025             | En el barro                              | Miguel «Pastor» Palacios                |                                               |

### Videos musicales
| Año  | Video                | Artista                 |
| ---- | -------------------- | ----------------------- |
| 2012 | «La vuelta al mundo» | Calle 13                |
| 2015 | «Viernes»            | La Taza Calva           |
| 2018 | «Por qué te vas»     | Tini y Cali & el Dandee |
| 2023 | «Obsesión»           | Lali                    |

## Teatro
| Año       | Título                          | Papel                | Lugar                               |
| --------- | ------------------------------- | -------------------- | ----------------------------------- |
| 1996      | Nada & Ave                      |                      | Centro Cultural Recoleta            |
| 1997      | La funerala                     |                      | La Fábrica                          |
| 1999      | Luna                            |                      | Centro Cultural Recoleta            |
| 1999      | Las troyanas                    |                      | Centro cultural Ricardo Rojas       |
| 1999      | Hamlet                          |                      | EMAD Sede Jufré                     |
| 2000      | Espumantes                      |                      | El Excéntrico de la 18°             |
| 2000      | El pasajero del barco del sol   |                      | Teatro Nacional Cervantes           |
| 2001-2002 | Hermosura                       |                      | Gira internacional                  |
| 2002-2003 | Clásico (sucesos argentinos)    |                      | Belisario Club de Cultura           |
| 2003      | Edipo, rey de Hungría           | Perham               | Puerta Roja                         |
| 2004      | El malogrado                    |                      | Teatro Municipal General San Martín |
| 2004-2006 | Patito feo                      |                      | Gira internacional                  |
| 2004-2006 | Vapor                           | Varios               | Espacio Callejón                    |
| 2005      | Conferencia                     | Conferencista 2      | Beckett Teatro                      |
| 2005-2006 | El Rebenque Show                | Maestro de ceremonia | Hotel Faena                         |
| 2006      | Cuchillos en gallinas           | Gilbert Horn         | Teatro Municipal General San Martín |
| 2007-2009 | Sucio                           |                      | Teatro El Cubo                      |
| 2010-2012 | El pasado es un animal grotesco | Mario                | Teatro Sarmiento                    |
| 2012      | Todos felices                   | Daniel               | Paseo La Plaza                      |
| 2014      | El principio de Arquímedes      | Rubén                | Teatro Municipal General San Martín |
| 2015      | Venus en piel                   | Tomás                | Paseo La Plaza                      |
| 2019-2020 | La verdad                       | Martín               | Paseo La Plaza                      |

## Premios y nominaciones
| Año  | Organización                           | Categoría                                                            | Trabajo                          | Resultado | Ref(s) |
| ---- | -------------------------------------- | -------------------------------------------------------------------- | -------------------------------- | --------- | ------ |
| 2006 | Premios Cóndor de Plata                | Revelación masculina                                                 | Un año sin amor                  | Nominado  | [ 14 ] |
| 2008 | Premios Sur                            | Mejor actor de reparto                                               | Cordero de Dios                  | Ganador   | [ 15 ] |
| 2009 | Premios Cóndor de Plata                | Mejor actor de reparto                                               | Cordero de Dios                  | Nominado  | [ 16 ] |
| 2011 | Premios Sur                            | Mejor ópera prima                                                    | Vaquero                          | Nominado  | [ 17 ] |
| 2012 | Premios Cóndor de Plata                | Mejor ópera prima                                                    | Vaquero                          | Nominado  | [ 18 ] |
| 2012 | Premios Sur                            | Mejor actor de reparto                                               | Dos más dos                      | Nominado  | [ 19 ] |
| 2012 | Premios Tato                           | Mejor actor de reparto en unitario                                   | Tiempos compulsivos              | Nominado  | [ 20 ] |
| 2013 | Premios Cóndor de Plata                | Mejor actor de reparto                                               | Dos más dos                      | Nominado  | [ 21 ] |
| 2013 | Premios Tato                           | Mejor actor de reparto                                               | Solamente vos                    | Ganador   | [ 22 ] |
| 2014 | Premios Martín Fierro                  | Mejor actor de reparto                                               | Solamente vos                    | Nominado  | [ 23 ] |
| 2015 | Premios Martín Fierro                  | Mejor actor de ficción diaria                                        | Viudas e hijos del rock and roll | Ganador   | [ 24 ] |
| 2016 | Premios Tato                           | Mejor actor protagónico en drama                                     | El marginal                      | Ganador   | [ 25 ] |
| 2016 | Premios Tato                           | Mejor actor protagónico en comedia                                   | Loco por vos                     | Nominado  | [ 26 ] |
| 2017 | Premios Martín Fierro                  | Mejor actor en unitario y/o miniserie                                | El marginal                      | Nominado  | [ 27 ] |
| 2017 | Premio Produ                           | Mejor actor - Serie, superserie o telenovela                         | El marginal                      | Ganador   | [ 28 ] |
| 2017 | Premios Sur                            | Mejor actor de reparto                                               | Zama                             | Nominado  | [ 29 ] |
| 2018 | Premios Cóndor de Plata                | Mejor actor de reparto                                               | Zama                             | Nominado  | [ 30 ] |
| 2019 | Sociedad Internacional de Cinéfilos    | Mejor actor de reparto                                               | Zama                             | Nominado  | [ 31 ] |
| 2019 | Premios Martín Fierro                  | Mejor actor de ficción diaria                                        | 100 días para enamorarse         | Ganador   | [ 32 ] |
| 2022 | Premio Produ                           | Mejor actor principal - Serie de acción, policial, terror o thriller | El marginal                      | Nominado  | [ 33 ] |
| 2022 | Premios Cóndor de Plata                | Mejor actor protagonista en drama                                    | El marginal                      | Nominado  | [ 34 ] |
| 2023 | Premios Sur                            | Mejor actor                                                          | El suplente                      | Nominado  | [ 35 ] |
| 2023 | Premios Cóndor de Plata                | Mejor actor                                                          | El suplente                      | Nominado  | [ 36 ] |
| 2024 | Premio Produ                           | Mejor actor principal de serie biográfica                            | Coppola, el representante        | Nominado  | [ 37 ] |
| 2024 | Premios Martín Fierro de Cine y Series | Mejor actor                                                          | Coppola, el representante        | Nominado  | [ 38 ] |
| 2024 | Premios Martín Fierro de la Moda       | Actor con mejor estilo en ficción                                    | Coppola, el representante        | Nominado  | [ 39 ] |
| 2024 | Premios Cóndor de Plata                | Mejor actor protagonista                                             | Coppola, el representante        | Ganador   | [ 40 ] |